# Policle
Polycles (Πολυκλης; fl. II secolo a.C.) è stato uno scultore greco antico, riconosciuto soprattutto durante il periodo della 156ª olimpiade (155 a.C.); a volte è chiamato "il Giovane" per distinguerlo da un altro artista omonimo del IV secolo a.C..

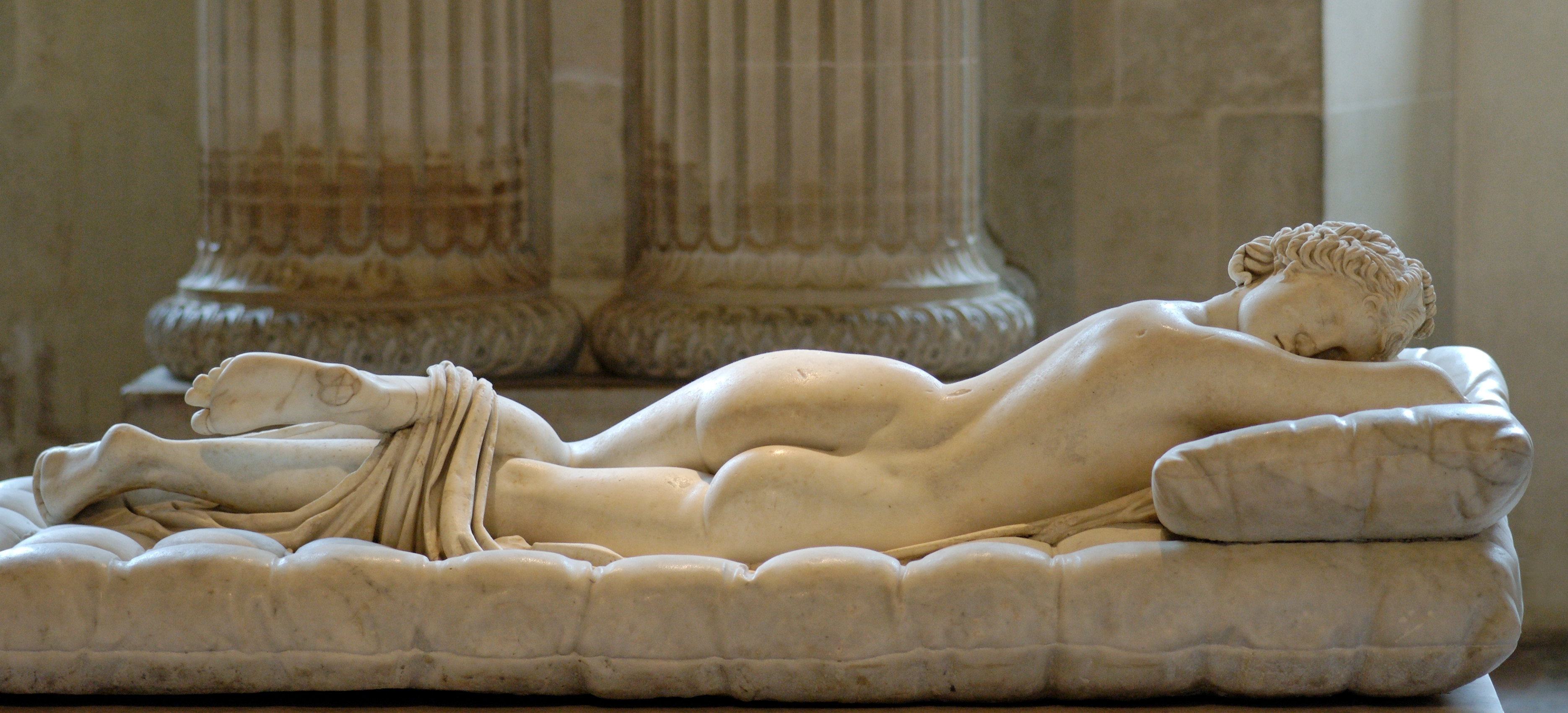
La copia intitolata Ermafrodito dormiente, il cui originale bronzeo viene attribuito a Polycles.

Quasi sicuramente ateniese, Pausania il Periegeta menziona alcune statue di vincitori olimpici affermando di non sapere con certezza a quale dei due scultori esse appartengano.
Viene citato da Gaio Plinio Secondo (detto "Plinio il Vecchio") nel suo trattato naturalistico in forma enciclopedica intitolato Naturalis historia; nella lista di Plinio, questo Polycles viene citato immediatamente prima di "Ateneo", conosciuto per essere il nome di un altro scultore nonché cittadino della stessa polis.
Una sua statua di Giunone si trovava lungo il portico di Ottavia di Roma (città antica); ma la scultura principalmente associata a lui è quella raffigurante Ermafrodito, di cui non vi sono indizi da parte di Plinio sul fatto che fosse in piedi oppure sdraiata (come la copia di epoca imperiale romana conosciuta come Ermafrodito dormiente o "Ermafrodito Borghese" giunta sino a noi e presumibilmente copia del bronzo originale di Polycles).
Lasciò due figli, Timocles e Timárchides, artisti ateniesi di notevole reputazione.